# City Island Bridge
El City Island Bridge es un puente en el distrito de la ciudad de Nueva York del Bronx, conectando City Island con Rodman's Neck en el continente. El puente original, que operó de 1901 a 2015, fue reemplazado por el puente actual (también llamado City Island Causeway), que se inauguró en 2017. Se utilizó un puente temporal para el período de demolición y construcción entre los puentes originales y nuevos.

## Puente viejo
Desde la Guerra de Independencia de los Estados Unidos, ha habido planes para unir City Island con el continente a través de un puente. Antes de que se abriera el puente original llamado "City Island Bridge", había otro puente sin nombre que conectaba City Island con el resto del Bronx. La fecha de apertura de este primer puente no está clara; algunas fuentes atestiguan que se abrió en 1873, mientras que una carta afirma que se abrió en 1857, una fecha disputada ya que el escritor de la carta puede haber estado refiriéndose a una fecha anterior. Este primer puente, que estaba definitivamente bajo planificación en la década de 1860, fue incluido en un mapa de 1872. Fue un puente levadizo que fue construido en parte de madera del USS Carolina del Norte. Este puente estaba situado al norte del puente de 1899 y conectado con City Island en Bridge Street. Cuando el Departamento de Parques y Recreación de la Ciudad de Nueva York se hizo cargo de Pelham Bay Park en 1888, se atribuyó la responsabilidad de mantenimiento sobre el extremo occidental del puente, que estaba ubicado en el parque.
El segundo puente de la isla de la ciudad, que en realidad fue el primero con ese nombre en particular, comenzó la construcción en 1898 y se completó en 1901. El puente de $200,000 era de piedra y construcción de acero, y se extendía 950 pies (289,6 m) Consistía en cinco vanos fijos y una sección de oscilación central. Como se construyó originalmente, el puente's City Island end conectado a City Island Avenue en lugar de en Bridge Street, y estaba ubicado parcialmente en vertederos. El puente era la única entrada y salida de vehículos en City Island. Como tal, sirvió como un punto de referencia y una puerta de entrada a City Island.
La sección de oscilación fue desactivada y convertida en un tramo fijo en 1963. En 1978-1979, una renovación propuesta habría detonado explosivos en los muelles corroídos, pero el plan fue alterado para que los muelles tuvieran una renovación pesada en su lugar.
En 2002, el puente estaba en mal estado, y los líderes de la ciudad celebraron una reunión sobre el deteriorado puente, mostrando imágenes de corrosión en los soportes, aunque la corrosión había sido fijada en ese momento. El puente, que había sido inspeccionado en julio de 1999, se había considerado capaz de transportar hasta 50 toneladas largas (56,0 ST). Los líderes de la ciudad enumeraron cuatro opciones para el futuro del puente: una implicaba la renovación del tramo existente, mientras que las otras tres eran para nuevos tramos. Las nuevas propuestas de tramo incluían un puente convencional de estilo calzada con cuatro muelles; un puente de arco con grandes cimientos a ambos lados del agua; y un puente atados por cable con una torre de 240 o 450 pies (73 o 137 m) de altura.

## Recambio

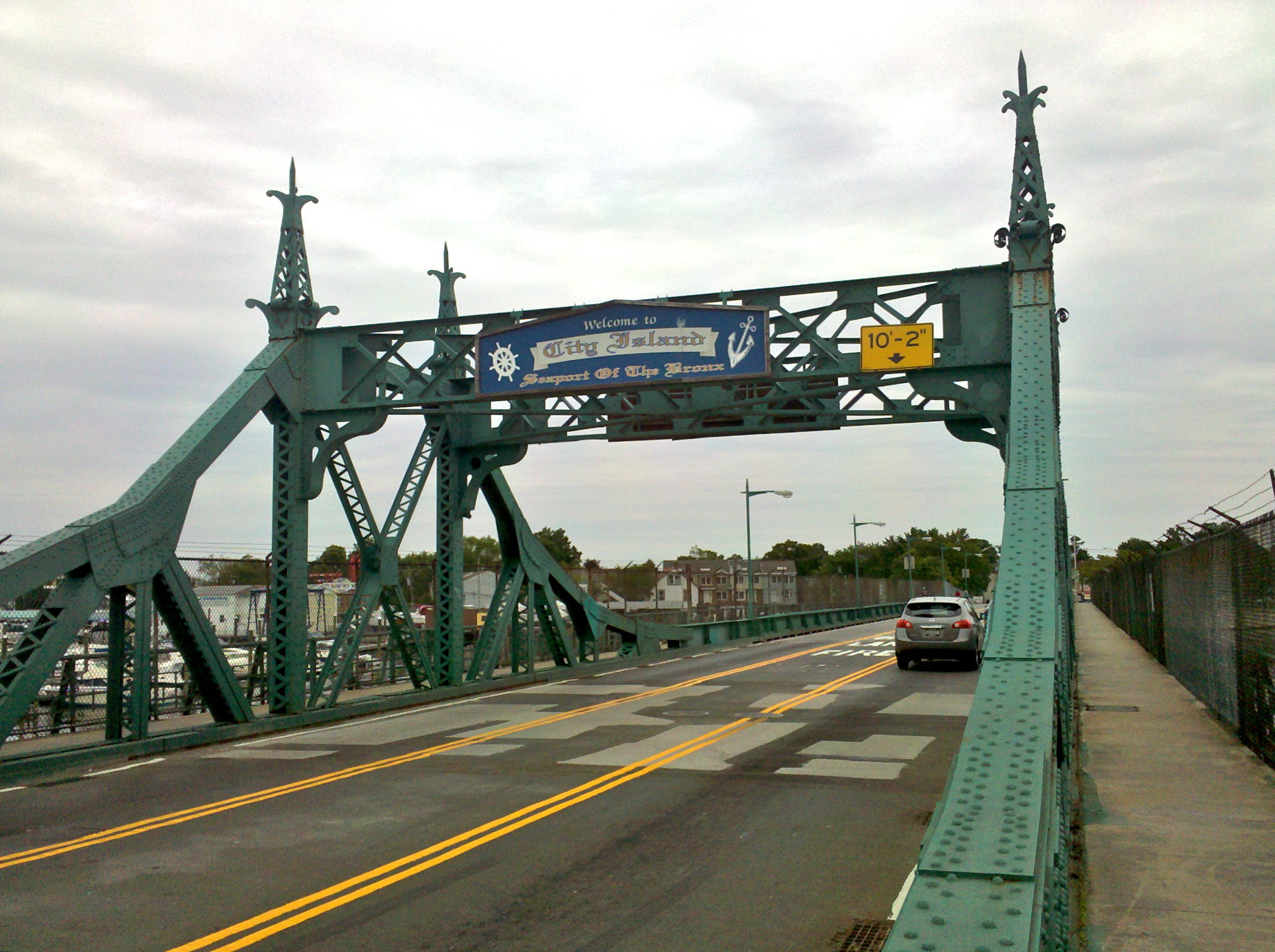
Vista de la acera del ahora demolido puente de 1901 con cartel de "Bienvenido a City Island"

Para reemplazar el puente deteriorado, la ciudad originalmente tenía la intención de construir un puente atradado, con una torre de 150 pies (45,7 m) de altura, 13 pies (4 m) de ancho en la parte superior, con una base de 26 pies (7,9 m). El espacio libre vertical por encima del agua alta sería de 12 pies (3,7 m). El nuevo puente estaría situado en la misma huella que el puente existente, aunque sería 17 pies (5,2 m)17 pies (5,2 m) más ancho para acomodar tres carriles de tráfico de ancho estándar, un carril de bicicletas y una pasarela peatonal.
La programación original era para que el proyecto comenzara en 2007 con la finalización en 2010. El proyecto se pospuso hasta junio de 2012.: 104–106  Debido al aplazamiento del proyecto, durante 2010 se realizaron reparaciones en la cubierta del puente existente, muelles y pilar oeste.: 140  Debido a la falta de financiación, el proyecto se retrasó una vez más hasta que la ciudad anunció que aceptaría ofertas a finales de 2012, con Tutor Perini seleccionado como contratista general en febrero de 2013. En 2005 el costo estimado del proyecto fue de 50 millones de dólares. En 2009 la estimación aumentó a 120 millones de dólares debido a rediseños y la adición de proyectos conexos. La oferta final llegó a 102,7 millones de dólares.
Algunos residentes, sin embargo, se opusieron al diseño del puente atados por cable y sintieron que su torre estaría fuera de carácter con las casas de poca altura en City Island. Los opositores al diseño del puente presentaron una demanda contra la ciudad el 6 de noviembre de 2013. Un juez de la Corte Suprema del Bronx otorgó una medida cautelar temporal en esa fecha. En diciembre de 2013, el tribunal levantó la orden judicial, pero dictaminó que la ciudad debía llevar a cabo audiencias públicas. Las consultas previas de la ciudad con la comunidad insular, que comenzaron durante las primeras etapas de diseño, habían sido informales. El fallo del tribunal requiere que la ciudad siga su Procedimiento Uniforme de Revisión del Uso de la Tierra, que incluye audiencias locales de la Junta Comunitaria. El 5 de mayo de 2014, los planos originales del puente fueron desechados, y la administración de Blasio optó por ir con un puente de estilo calzada un poco más barato y mucho más corto. El puente, que más tarde fue aprobado, se completaría en 2017.
Un puente temporal de acero fue erigido en 2015, pero un colapso parcial en septiembre retrasó la apertura del puente temporal. El 16 de diciembre de 2015, el Departamento de Transporte de la Ciudad de Nueva York (NYCDOT) llevó a cabo una prueba de carretera en el puente de acero temporal mediante la ejecución de equipos pesados, incluyendo camiones de bomberos sobre el puente. El NYCDOT llevó a cabo las pruebas para aliviar las preocupaciones de los residentes sobre la integridad de la estructura temporal. Dos días más tarde, el 18 de diciembre, el puente original fue cerrado, y el tráfico fue enrutado al puente temporal. Poco después, la ciudad comenzó a demoler el puente original, con el nuevo puente que se construyó en el mismo sitio que el puente de 1901. El nuevo puente se inauguró el 29 de octubre de 2017.